# HD 10180 b
HD 10180 b est une exoplanète probable mais non encore confirmée orbitant autour de HD 10180, une naine jaune très semblable au Soleil située à environ 128 années-lumière (39,4 pc) du Système solaire, dans la constellation de l'Hydre mâle. Un système planétaire à au moins six corps, et peut-être jusqu'à neuf, a été détecté en été 2010 autour de cette étoile par la méthode des vitesses radiales :
| Planète | Masse      | Demi-grand axe (ua) | Période orbitale (jours) | Excentricité | Inclinaison | Rayon |
| ------- | ---------- | ------------------- | ------------------------ | ------------ | ----------- | ----- |
| b       | ≥ 1,35 M🜨  | ~ 0,022 25          | ~ 1,177 68               | ~ 0          |             |       |
| c       | ≥ 13,10 M🜨 | ~ 0,064 1           | ~ 5,759 79               | ~ 0,045      |             |       |
| d       | ≥ 11,75 M🜨 | ~ 0,128 6           | ~ 16,357 9               | ~ 0,088      |             |       |
| e       | ≥ 25,10 M🜨 | ~ 0,269 9           | ~ 49,745                 | ~ 0,026      |             |       |
| f       | ≥ 23,90 M🜨 | ~ 0,492 9           | ~ 122,76                 | ~ 0,135      |             |       |
| g       | ≥ 21,40 M🜨 | ~ 1,422             | ~ 601,2                  | ~ 0,19       |             |       |
| h       | ≥ 64,40 M🜨 | ~ 3,4               | ~ 2 222                  | ~ 0,08       |             |       |
| i       | ~ 0,006 M🜨 | ~ 0,090 4           | ~ 9,655                  | ~ 0,05       |             |       |
| j       | ~ 0,016 M🜨 | ~ 0,33              | ~ 67,55                  | ~ 0,07       |             |       |

La méthode des vitesses radiales ne permet pas de déterminer l'inclinaison de l'orbite de la planète par rapport au plan du ciel ou à la ligne de visée, de sorte que seule une borne inférieure à la masse de l'astre ne peut être déterminée. Dans le cas de HD 10180 b, cette masse minimum est supérieure d'un tiers à celle de la Terre ; si cette planète existe réellement et si sa masse réelle est proche de cette valeur, il pourrait s'agir, compte tenu de la très grande proximité de cet astre d'avec son étoile parente, d'une planète chtonienne.